# Instituto de Investigación Sanitaria de Navarra
El Instituto de Investigación Sanitaria de Navarra (IdiSNA) es un instituto de investigación biomédica multidisciplinar y traslacional orientado a la investigación básica, clínica, epidemiológica y en servicios de salud ubicado en Pamplona. En IdisNA trabajan grupos de: la Clínica Universidad de Navarra (CUN), el Complejo Hospitalario de Navarra (HUN), la Universidad de Navarra, la Universidad Pública de Navarra, el Centro de Investigación Médica Aplicada (CIMA), Navarrabiomed, Instituto de Salud Pública y Laboral y Atención Primaria del Servicio Navarro de Salud que llevan a cabo investigación puntera en temas relacionados con la Biología. En concreto, hay grupos de investigación relacionados con la Biología estructural la bioinformática, biología celular y molecular, epigenética y diferenciación y desarrollo. Su sede se encuentra en el edificio de Navarrabiomed.

## Historia
En 2005, el departamento de Salud y la Universidad de Navarra suscribieron un convenio de colaboración para construir un instituto, en lo que se considera el germen de IdisNA.
El 5 de noviembre de 2010 se constituyó el Instituto de Investigación Sanitaria de Navarra (IdiSNA) mediante la asociación del Complejo Hospitalario de Navarra y la Clínica Universidad de Navarra, y junto a ellos el Instituto de Salud Pública de Navarra, la estructura de Atención Primaria de Navarra, el Centro de Investigación Médica Aplicada (CIMA), la Fundación Miguel Servet-Navarrabiomed, y la Universidad de Navarra.
El proyecto estuvo paralizado en diversas ocasiones, al quedar la UPNA inicialmente fuera de la entidad, y posteriormente tras ser invitada, declinó formar parte del proyecto, tal y como estaban constituidos sus órganos de gestión, al considerar que la parte privada de IdiSNA podía vetar decisiones públicas. En 2012 se reactivó el proyecto, creándose un comité para estudiar los órganos directivos. En 2013, el Departamento de Salud del Gobierno de Navarra propuso crear un patronato con un 50% para la UN, y el otro 50% para el propio departamento de Salud. La UPNA rechazó formar parte del proyecto en esas condiciones. Pese a la negativa de la UPNA, el Departamento de Salud decidió seguir adelante en 2013, al considerar que era urgente la creación de un Instituto de investigación para acceder a las diversas ayudas.
A lo largo del año 2014 se nombraron la Directora Científica y de Gestión, los dos Comités Científicos Interno y Externo y las Áreas iniciales de Investigación del Instituto: Oncología y Hematología, Atención Primaria y Servicios Sanitarios, Enfermedades Cardiovasculares, Aparato Digestivo y Metabolismo, Neurociencias, Salud Mental, Enfermedades Inflamatorias, Inmunes e Infecciosas, Epidemiología y Salud Pública, Terapias Avanzadas e Innovaciones diagnósticas.
El 27 de marzo de 2015 se entregaron los primeros documentos para tratar de conseguir la acreditación, y se aprobó el acrónimo de IdiSNA. El 17 de diciembre de ese año tuvo lugar la primera jornada científica celebrada en la Facultad de Ciencias de la Universidad de Navarra, con la actividad ya en funcionamiento. 
También se crearon distintas Comisiones, todas paritarias, que trabajaron junto con el resto de los órganos de dirección y decisión del Instituto durante estos años en la consolidación del diseño de su estructura, en la preparación de la documentación requerida para la acreditación del Instituto ante el Instituto de Salud Carlos III y en el desarrollo de plataformas informáticas comunes para la consolidación de una investigación de calidad en torno a los dos hospitales.
El 23 de febrero de 2017 el Gobierno de Navarra, la Universidad de Navarra y la Universidad Pública de Navarra llegaron a un acuerdo.
El 24 de enero de 2019, una vez que un equipo técnico del Instituto Carlos III realizara dos auditorias entre el 26 y 29 de junio de 2018, el Ministerio de Ciencia, Innovación y Universidades procedió a otorgar la acreditación que reconoce que IdiSNA reúne toda una serie de requisitos técnicos, permitiendo que pueda recibir fondos para la investigación tanto de convocatorias nacionales como internacionales.
Entre los diversos profesionales de distintas áreas que ha asesorado y colaborado con IdiSNA destaca el doctor José Vicente Castell Ripoll, Director del Instituto de Investigación Sanitaria del Hospital La Fe (Valencia) que transmitió su experiencia sobre la gestión y promoción de la investigación biomédica, así como en el proceso de acreditación del Instituto que dirige.
En 2024 está prevista la primera renovación de la acreditación.

## Áreas de investigación científica
Las diez áreas de investigación de IdiSNA son las siguientes:
- Epidemiología y Salud Pública. Fomenta la investigación en enfermedades crónicas y en su prevención. Está integrado por diez grupos. Coordina: Aurelio Barricarte.
- Atención Primaria: Trabajan en investigar la cronicidad, seguridad, geriatría y cuidados de enfermería, junto con la investigación evolutiva, politrumatizados,... Está integrado por ocho grupos. Coordina: Berta Ibáñez.
- Salud Mental. Investiga en torno a la psicosis, psiquiatría de la infancia y neuropsicología del daño cerebral. Está integrdo por cuatro grupos. Coordina: Manuel Jesús Cuesta.
- Aparato digestivo y Metabólicas. Se trabaja en mejorar la supervivencia de enfermos de: cirrosis, trasplante hepático, obesidad y diabetes, entre otras. Está integrado por diez grupos. Coordina: Bruno Sangro.
- Enfermedades Inflamatorias, Inmunes e Infecciosas: Desarrollan su investigación sobre la inmunoterapia (alergias), enfermedad pulmonar obstructiva crónica (EPOC), patología ocular e infermedades infecciosas. Está integrado por siete grupos. Coordina: Marta Ferrer.
- Neurociencias: Investigan en neuroregeneración (Parkinson, Alzeihmer, ELA) además de: patología vascular cerebral, epilepsia y trastorno del sueño, entre otras. Está integrado por diez grupos. Coordina: Julio Artieda.
- Oncología y Hematología: Trabajan en la detección precoz y prevención de la morbilidad y mortalidad, tratamientos personalizados y búsqueda de dianas terapéuticas. Es el grupo más numeroso, conformado por veintiún grupos. Coordina: Felipe Prósper.
- Enfermedades Cardiovasculares: Centrada en la insuficiencia cardiaca, arritmias, enfermedades valvulares y terapia regenerativa. Está integrado por once grupos. Coordina: Javier Díez.
- Terapias avanzadas e innovación en diagnóstico. Tratan de impulsar nuevas terapias, posibilitando el acceso equitativo de la población a diversos tratamientos. Está integrdo por dieciséis grupos. Coordina: Gloria González.
- Bioingeniería y Biotecnologías sanitarias. Su investigación está centrada en imagen médica, técnicas y medicina personalizada. Está integrado por cuatro grupos. Coordina: Marisol Gómez.[1]

## Patronato
El Patronato de IdiSNA es el órgano que rige el Instituto de Investigación. Está formado por quince miembros. El presidente es el consejero de Salud del Gobierno de Navarra; los vicepresidentes son los rectores de la Universidad de Navarra (UN) y de la Universidad Pública de Navarra (UPNA). Cada Universidad junto con los centros hospitalarios -Clínica Universidad de Navarra CUN y Completo Hospitalario de Navarra CHN- tienen dos representantes cada uno, y cada centro de investigación -CIMA, Navarrabiomed- tienen un representante. Además, IdiSNA cuenta con un director científico y un director de gestión.
En febrero de 2022 se reforzó y renovó la dirección científica de IdiSNA, con un doble cambio: la sustitución de Rosario Luquín (CUN) por Nicolás Martínez Velilla (HUN) y la incorporación de dos nuevos puestos: Felipe Prósper (CUN) subdirector; y Nuria Goñi Ruiz (Atención Primaria del Servicio Navarro de Salud) vocal.

## Investigadores
En 2019 están integrados en IdiSNA novecientos investigadores de centros de investigación de toda la Comunidad Foral de Navarra. En 2017 había 750 investigadores.

## Algunos proyectos
En 2020 la Fundación Mutua Madrileña destinó 175.000 euros a IdisNA para dos proyectos llevados a cabo en el área de enfermedades raras, uno relacionado con la infancia, el otro con los trasplantes. El equipo del doctor Antonio Fontanellas (CIMA), que probará en el ámbito de la infancia, una nueva estrategia para el tratamiento genético de una enfermedad metabólica hereditaria. Se utilizará una terapia genética combinandola con una proteína de reemplazo conjugada con apoliproteína AI. Por otro lado, el doctor Jorge S. López (UPNA) y su equipo desarrollarán y validarán en el área de los trasplantes, estrategias de entrevista y apoyo eficaces para el consentimiento familiar en cuidados intensivos orientados a la donación de órganos.